# Massakren i Nong Bua Lamphu 2022
Massakren i Nong Bua Lamphu 2022 var en massakre der fandt sted den 6. oktober, der var årsdagen for 1976 Thammasat Universitet-massakren. Ved Nong Bua-massakren dræbte en 34-årig tidligere politiofficer, Panya Kamrap, 36 personer (foruden hans selvmord), heraf 24 børn mellem to og fem år, og sårede 10 andre i et masseskyderi og massakre i en børnehave i provinsen Nong Bua Lamphu i Thailand. Kun et barn overlevede angrebet, det var en tre-årig lille pige som drabsmanden ikke havde bemærket, at hun sov tungt allerbagerst under et tæppe i et rum sammen med 11 andre børn.
Nong Bua-daginstitutionen genåbnede den 3. januar 2023, hvor ni munke udførte en religiøs ceremoni for de børn, der omkom i angrebet.
Masseskyderi og massakre er sjældne i Thailand, hvor det tidligere værste masseskyderi involverede en utilfreds soldat, der åbnede ild i og omkring et indkøbscenter i Nakhon Ratchasima-provinsen i 2020, hvor han dræbte 29 mennesker og holdt sikkerhedsstyrkerne tilbage i timevis, før han til sidst blev skudt ned. Massakren i byen Uthai Sawan i Nong Bua Lamphu-provinsen blev det hidtil største massedrab i Thailand udført af et enkelt individ.

## Hændelsesforløb og tidslinje
Panya Kamrap, som var blevet afskediget fra politiet tidlige på året (2022) på grund af narkotika-relaterede overtrædelser. havde været i retten på grund af en sigtelse for narkotika og skulle give møde igen dagen efter, i en sag om besiddelse af metamfetamin. Efter retsbesøget kørte han omkring middagstid ind i byen Uthai Sawan til området med administrationskontorer og dræbte flere mennesker dertil, hvorefter han fortsatte til en nærliggende daginstitutionen, hvor børnene var lagt til at sove og det meste af personalt holdt frokostpause udenfor. Personalet troede først, at der var tale om knaldfyrværkeri (hvilket er almindeligt og ofte anvendt i Thailand, da det jager onde ånder væk). Kamrap affyrede fire-fem magasiner fra sit skydevåben mod lærerne foran, hvorefter han brød ind gennem døren, som i mellemtiden var blevet låst af personalet indenfor. Her dræbte han 22 børn, der sov i forskellige rum, med skud eller kniv, som han skar dem med i hovedet (skar halsen over if. thailandske Tv-nyheder). Mens Kamrap skiftede magasin på sit våben lykkedes det nogle medarbejdere at flygte ud af et vindue, men de kunne ikke nå at beskytte børnene. Efter skyderiet i daginstitutionen kørte han til sit eget hjem, hvor han satte sin bil i brand, dræbte to naboer, sin stedsøn – det var hans kærestes barn fra et tidligere forhold – sin kæreste og derefter sig selv.
Skydevåbnet var en privatejet, lovligt registreret 9 mm. pistol. Thailand har det højeste antal våben i privatpersoners besiddelse indenfor ASEAN, med 10.342.000 våben registreret i 2017.

### Fakta og tidslinje
Der var flere mord forskellige steder i løbet af eftermiddagen. Selv om politiet endnu ikke frigivet en samlet reapport, har Nyhedsmediet Reuters indsamlet fakta til en tidslinje.
- Gennem flere nætter inden massakren, havde Panya Kamrap skudt med sin pistol. Naboer fortalte, at det var det seneste voldsudbrud fra den tidligere politibetjent, der var kendt som en vred, indadvendt mand, efter han havde mistet den autoritet, som hans tidlige job gav ham.
- Før daggry hørte naboer Kamrap skændtes med sin samlevende kæreste i deres lille hjem i udkanten af landsbyen. Politiet sagde, at hun fortalte ham, at hun ville forlader ham.
- Tidligt på dagen havde Kamrap givet møde i retten angående anklage om narkotika. Der skulle falde dom dagen efter. Hans advokat havde bedt ham vise bevis på god karakter og hans mor havde vist hans eksamensbevis (som jurist).
- Da Kamrup vendte hjem, var hans kæreste og hendes søn væk. Omkring middagstid kørte han af sted i en hvid pickup, hvor han i et sving ramte en mand på en motorcykel uden for en lille butik. Han rullede vinduet ned og skød manden, der dødeligt såret kravlede mod butikken og bad om hjælp. Butiksejeren så, at Kamraps pistol pegede på ham, og troede, at han også skulle dø – de kendte hinanden, Kamrap havde købt vand i hans butik – med Kamrap skød ikke. I stedet kørte han videre.
- I et vejkryds kørte han ind i en gruppe mennesker, forlod sin pickup og stak dem ned med en lang kniv, som landmænd bruger til at hugge træer med. Tre døde og flere blev såret.
- Derfra kørte han til byens administrative kompleks, hvor børnehaven Uthai Sawan Børneudviklingscenter ligger ved siden af en statens distriktskontor. Pædagogerne i børnehaven havde lagt børnene til middagslur, da Kamrap ankom omkring klokken 12.30. Han angreb folk i gården, skød nogle, huggede andre med sin lange klinge. To døde med det samme, tre blev såret. Alt skete hurtigt, folk løb, to kvindelige ansatte styrtede ind på børnehavens kontor, hvor noget personale ringede til politiet og fik at vide, at politiet havde travlt andre steder.
- Kamrap skød to gange mod børneværelsesdøren og sparkede den op. I omkring 20 minutter gik han fra rum til rum og skød lærere og huggede børnene med sin klinge. Nogle lærere flygtede over en mur, men ikke 26-årige Supaporn Pramongmook, som var gravid i ottende måned, og en anden lærer, Maliwan Lasopha, der bønfaldt Kamrap om at standse – de havde leget sammen som børn – han dræbte dem begge. Det eneste barn, der overlevede, var en tre-årig pige, der efterfvølgende blev båret ud med et tæppe over hovedet, så hun ikke kunne se ofrene.
- Efter massakren i børnehaven kørte Kamrap tilbage til sit nabolag, hvor en nabo spurte: »Hvad laver du?« »Jeg er her for at dræbe dig,« svarede Kamrap og dræbte naboen med et pistolskud, hvorefter han fatalt angreb en anden. Vidnet Phuwan Polyeam, havde søgt ly i sit hus med sine to små børn, hvor hun klemte sin hånd over sønnens mund, for at holde ham stille, men hun sendte tekstbesker til sin svigermor: "Han er her," stod der i en af dem. Svigermorens telefonregister viste adskillige opkald til politiet, der svarede, at der var ikke nok politi og de måtte vente på en kommandoenhed.
- Svigermoren så, at Kamrap forsøgte at sætte ild til deres bil, hvorefter han gik hen til sit eget hus og brændte sin egen pickup af omkring klokken 15. Derrefter skød han sin kæreste, hendes søn og sig selv.

### Langsom politiindsats
Politigeneral Surachate Hakparn erkendte, at politiets reaktion havde været langsom, og betjentene ankom for sent til at stoppe drab. Han nævnte også loven, som forbyder selv licenserede våbenejere at skyde i hjemmet eller offentligt. »Hvis der havde været foretaget en anholdelse, ville dette måske ikke være sket,« sagde han.

## Gerningsmanden
Panya Kamrap (thai: ปัญญา คำราบ) kom fra Nong Bua Lamphu, en fattig nordøstlig provins, som er frodig med ris og
sukkerrørsmarker. Kamrap voksede op i den afsidesliggende landsby Tha Uthai i Uthai Sawan-kommunen, Na Klang-distriktet, og gik på gymnasiet og studere derefter jura på et Bangkok-universitet. Han fik senere arbejde hos politiet. Han blev gift og skilt, hvorefter han i 2020 vendte tilbage til sin fødeegn, hvor han flyttede sammen med en kvinde, der arbejdede i en karaokebar, og hendes søn fra et tidligere forhold. Kamrap arbejdede på den lokale politistationen.
Kolleger sagde, at Kamrap havde temperament og startede slagsmål. Der var også andre bekymrende tegn, med beretninger om berusede afladninger af hans våben, trusler mod en bankdirektør med sit skydevåben og, at han skød efter en civil persons hund. Han var kendt i området som stofmisbruger. Det tog op til tre år før det blev opdaget af hans overordnede, at han havde et problem med narkotika-anhængighed. Han blev suspenderet fra politiet i januar (2022) og afskediget i juni.
Obduktionen af Kamraps lig viste dog ikke tegn på, at han havde indtaget narkotika i forbindelse med massakren. Som motiv for massedrabene nævnte politiet, at man fokuserede på en familiekonflikt og økonomiske problemer, da Kamrap havde været uden arbejde i næsten et år. Efterforskere fandt ud af, at Panya havde skændtes med sin kæreste omkring klokken 04.00 om morgenen, før hun ringede til sin mor, for at bede moren komme og hente hende, fordi hun "ikke ønskede at bo sammen med ham længere". Kamraps mor fortalte, at hun havde talt med sin søn efter retssagen og før drabene, hvor han sagde: »Jeg er ked af det mor. Jeg mangler endnu at tilbagebetale gælden [for taknemmelighed] til dig.«
Ingen buddhistiske templer i provinsen ønskede at modtage Kamraps lig til kremering, hans lig blev dog kremeret to dage efter massakren, den 8. oktober, i et tempel i naboprovinsen Udon Thani under betingelse af, at templet forblev anonymt.

## Kremeringsceremoni for ofre
Kong Vajiralongkorn betalte (fra engelske udtryk, sponsorerede) ligbrændingsceremoni, hvor ofre tre steder blev kremeret ved en gruppeceremoni den 11. oktober, hvilket afsluttede en tre dage lang sørgeceremoni for familierne. Ved et af templerne blev en lærer og 18 børn i alderen mellem to og fem kremeret. Templets abbed sagde: »Vores hensigt er, at sende børnene og deres lærer til himlen. Læreren vil lede og de 18 børn vil følge hendes trin til himlen, i henhold til vores overbevisning og deres forældres og alle tilstedeværendes ønsker om, at sende dem af sted.« Ligene blev kremeret på samme tid på trækulsfyrede friluftsbål for at skåne familierne fra at skulle vente i mange timer på plads i krematorium og andres ceremonier, da templer ofte kun har et krematorium. Fem familier valgte dog at holde privat kremeringsceremoni.

## Sag med CNN rapportere
En journalist og en fotograf fra CNN havde to dage efter massakren forceret politiets afspærring og filmet fra inde i de lokaler, hvor 22 børn blev dræbt, hvilket skabte stor furore. Politiet anholdt efterfølgende de to CNN-medarbejde, der viste sig at være indrejst på turistvisum og dermed slet ikke måtte arbejde i Thailand. CNN forsvarede rapporten med, at deres medarbejde havde fået tilladelse til at filme, hvilket blev benægtet af myndighederne. CNN medarbejdernes visum blev inddraget og de kunne risikere op til fem års fængsel, hvis de blev fundet skyldige i indgreb på gerningsstedet og bevismateriale.
CNNs administrerende vicedirektør sagde dagen efter (9. oktober), at de "dybt fortryder" at filme inde i Nong Bua Lamphu masseskyderi-gerningsstedet og har fjernet videomaterialet fra hjemmesiden, men insisterede på, at journalisterne gik ind med tilladelse fra sundhedsmyndighederne. Dette afviste sundhedmyndighederne, alene politiet kunne give tilladelse til at træde ind på et gerningssted, afspærret af politiet. BBCs Thailands-journalist, Jonathan Head, udtalte, at han var uden for centret for at dække begivenheden og havde advaret andre journalister, om ikke at krydse gerningsstedets afspærring, da de havde forsøgt at klatre over hegnet. CNN medarbejderne slap dog med at få inddraget deres visum og en bøde hver på 5.000 baht (cirka 1.000 kroner), hvorefter de blev udvist, men ikke blacklisted og derved mulighed for genindrejse med korrekt media-visum.

## Erstatning til efterladte og ofre
Justitsminister Somsak Thepsuthin sagde, at i henhold til loven om erstatning til ofre for forbrydelser vil familier til de dræbte i skyderiet hver modtage 110.000 baht i kompensation, og de sårede op til 40.000 baht i lægehjælp, 20.000 baht til fysisk og mental genoptræning og op til 30.000 baht til at kompensere for tabt løn og for andre skader. Efterladte til voksne ofre tildeles op til 1,6 million baht i erstatning.
Det thailandske politi oprettede en indsamling til efterladte og ofre under navnet Det thailandske politis venlighed. Indsamlingen sluttede ved midnat til den 16. oktober og den 17. oktober kunne politiet uddele 12.540.000 baht, fordelt med 310.000 baht til de dræbte personers efterladte og mellem 50.000 og 275.000 baht til hver af de 10 sårede.